# محمد شفیق همدم
محمد شفیق همدم (زادهٔ ۱۹۸۱) روزنامه‌نگار، و فعال حقوق بشر اهل افغانستان است. او در سال ۲۰۱۳ نامزد دریافت جایزه صلح نوبل شده بود.
همدم مشاور ارشد ناتو در امور دیپلوماسی، مشاور پنتاگون یا وزارت دفاع آمریکا، معاون مشاور ارشد رئیس‌جمهور افغانستان، مشاور صندوق بین‌المللی پول یا ای ایم ایف و اینک در سکتور خصوصی مصروف مدیریت برنامه‌های امنیت سایبری است.

## تحصیلات
آقای همدم در کنار علوم عصری تفسیر، حدیث، فقه، عقاید و علوم اسلامی را از علمای جید کشور آموخته، تحصیلات ثانوی تا معادل لیسانس خویش را در داخل کشور و تحصیلات عالی اش را در آمریکا و اروپا به پایان رسانید. او در روابط و امنیت بین‌الدول تخصص خویش را از دانشگاه جورج مارشال در آلمان، تصدیق رهبری و مدیریت را از دانشگاه هارورد در آمریکا و ماستری در حکومت‌داری و امنیت ملی را از انستیتوت سیاست جهان از واشینگتن دی سی به درجه اعلی بدست آورده‌است. او ماستری انجنیری امنیت سایبری را از دانشگاه جورج واشینگتن به درجه اعلی به دست آورده‌است. او به لسان‌های پارسی دری، فارسی، پشتو، انگلیسی، اردو و عربی تسلط دارد.

## سوابق سیاسی
در کنار مصروفت‌هایش آقای همدم به حیث یک رضا کار، فعال مدنی و سیاسی مؤسس چندین نهادهای ملی و بین‌المللی به شمول شبکه افغانی مبارزه با فساد، دیده‌بان مبارزه با فساد، ایتلاف جهانی زنان علیه فساد و شورای انکشافی افغانستان و آمریکا است. آقای همدم از سال ۲۰۰۱ تا سال‌های ۲۰۰۴ در نهادی‌های بین‌المللی و مدنی در عرصه‌های ارتقای ظرفیت، مبارزه با فساد، و پروژه‌های خلع سلاح گروه‌های مسلح غیرمسئول ایفای وظیفه نموده و از سال ۲۰۰۴ تا سال ۲۰۱۴ با پیمان آتلانتیک شمالی ناتو در عرصه‌های امنیت، فرهنگ، سیاست و دیپلماسی به حیث مشاور ارشد این پیمان ایفای وظیفه نموده‌است.
آقای همدم متخصص حکومت‌داری و امنیت ملی است که بیش از یک و نیم دهه بدین سو در نهادهای ملی و بین‌المللی در آسیا، اروپا و آمریکا مصروف خدمت است. او فعالیت‌های مدنی و سیاسی‌اش را از ایام متعلمی و دانشجویی آغاز نموده به حیث یک عضو فعال جامعه از نوجوانی تا حال در عرصه‌های اصلاحات، عدالت، حکومت‌داری و امنیت با نهادها مدنی، حکومتی، رسانهها، سکتور خصوصی، نهادهای آکادمیک، سازمان‌های جهانی به شمول پیمان ناتو، پروژه‌های سازمان ملل متحد ایفای وظیفه نموده‌است.
در کنار عضویت در چندین نهادهای ملی و بین‌المللی آقای همدم عضو ایتلاف جهانی مبارزه با فساد و عضو مرکز صلح هیروشیما در توکیو است. فعلاً آقای همدم در دانشگاه میرلند ایالات متحده آمریکا بحیث پژوهشگر و کارشناس مصروف کار است. قبل از آن بحیث معاون مشاوریت ارشد رئیس‌جمهور در امور ملل متحد ایفای وظیفه می‌نمود.
او به‌جز از سفرهای رسمی و آکادمیک تمام عمرش را در افغانستان سپری نموده و در دها نشست‌های ملی و بین‌المللی در آسیا، اروپا، آفریقا و آمریکا به شمول کنفرانس‌های هالند، فرانسه، بلژیک، لندن، شیکاگو، کنفرانس دوم بن و در ده‌ها کنفرانس روسای کشورهای عضو ناتو، کنفرانس‌های وزرای دفاع، خارجه و لوی درستیزان کشورهای عضو ناتو به نمایندگی از افغانستان اشتراک ورزیده‌است. او برای دادخواهی و آگاهی سیاسیون در مورد مشکلات افغانستان در پارلمان اتحادیه اروپا، برای اعضای پارلمان کشورهای عضو ناتو، سناتوران ایالات‌متحده آمریکا و کمیسیون‌های پارلمان افغانستان نشست‌ها و سخنرانی‌های متعدد داشته‌است.

## آثار چاپی و مقاله‌ها
آقای همدم به حیث یک پژوهشگر، مبصر و آگاه امور سیاسی و بین‌المللی در مورد اوضاع جاری افغانستان و جهان ده‌ها مقاله نوشته، که مقاله‌ها و مصاحبه‌های ایشان به زبان‌های دری، پشتو، انگلیسی، عربی، فرانسوی، آلمانی، هسپانوی، روسی و دیگر لسان‌های بزرگ جهان توسط رسانه‌های معتبر جهان چون واشینگتن پوست، هافینگتن پوست، دیپلومات، دی حیل، فارن پالیسی اوپن تینک تنک، ژورنال ناتو و دها رسانه‌های معتبر جهان نشر شده‌است. او نویسنده امورسیاسی روزنامه هافینگتن پوست بوده و بحث کارشناس امور سیاسی و روابط بین‌المللی با رسانه‌های چون الجزیره، بی‌بی‌سی، آزادی، طلوع نیوز، آریانا نیوز، تلویزیون یک و دیگر رسانه بصورت متواتر همکار است.
ایشان در کنار ده‌ها تقدیرنامهها و جوایز جهانی توسط جامعه آسیا در سال ۲۰۱۲ منحیث بیست‌ویک رهبر آسیا برگزیده شدند و نخستین افغان هستند که نامزد جایزه نوبل سال ۲۰۱۳ بودند.